# التصميم النشط

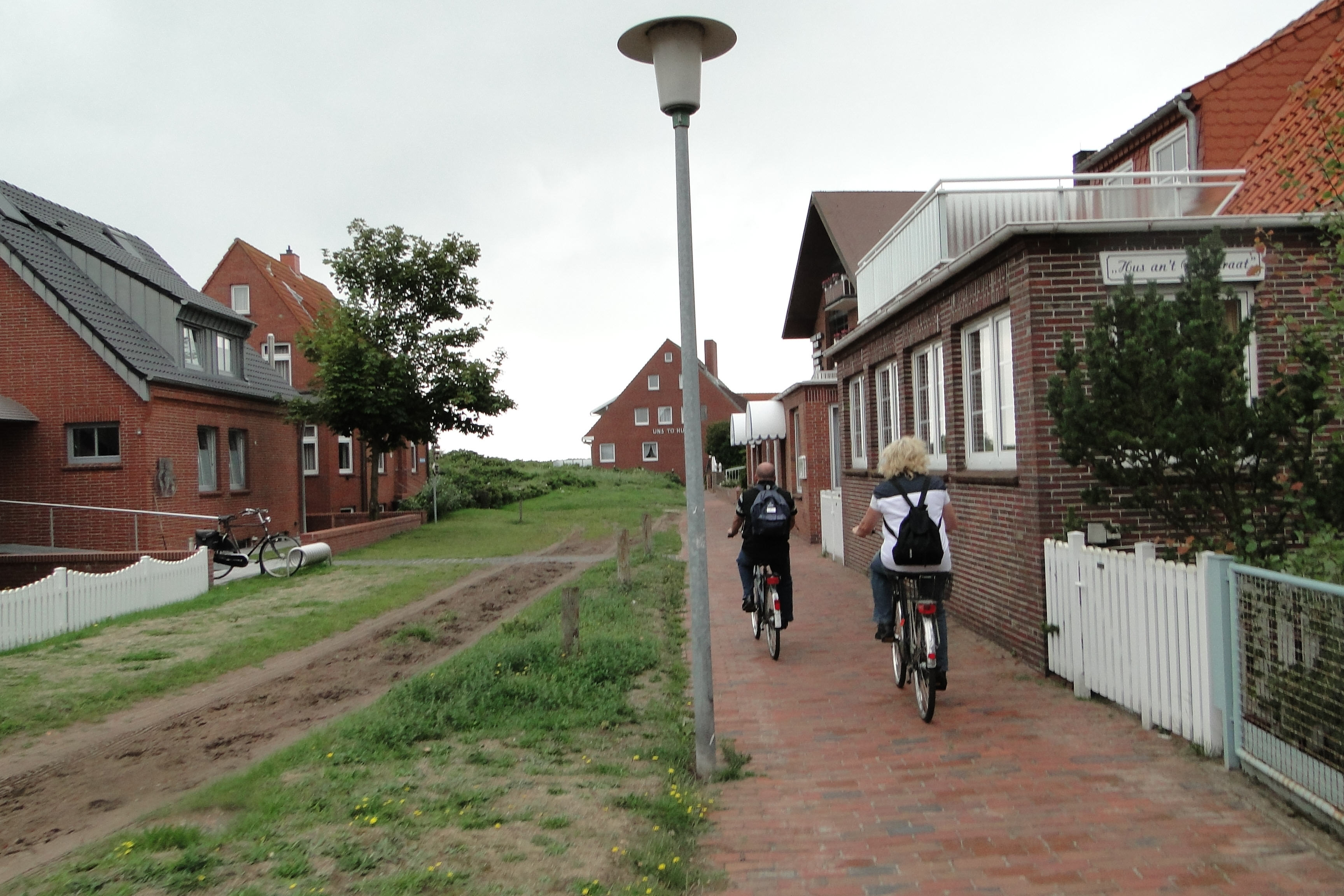

هي مجموعة من المبادئ المبنية والمخططة التي تعزز من الانشطة البدنية فالتصميم النشط يتم عن طريق مبنى ملحق بمناظر طبيعية أو مدينة صُممت لدمج النشاط البدنية بها، كإجرائات يومية لدى الركاب عن طريق المشي إلي المكان المخصص للتدريب أو إنشاء نسخ مصورة منها، التصميم النشط يشمل المصممين الحضرين، مهندسي النقل والمعمار ومهني الصحة العامة وقادة المجتمع، ومهنيين أخرين في مجال بناء المباني التي تشجع على الصحة البدنية كجزء لا يتجزأ من الحياة اليومية، في حين إنه لا يُعد جزء اساسي في عملية تصميم النشاط، فمعظم العاملين على توظيف النشاط «التصميم النشط» قلقون أيضا من الحياة الإنتاجية لدى مبانيهم والمباني ذات الطابع البيئي.

## الاهداف
قد يؤدي إلى المرض وإلى عدم القدرة على العمل بكفاءة وبنحو فعال، فالعمال غير الفعالين في بيئة العمل يعتبرون بمثابة قوة تسبب الضرر للشركة وافراد المجتمع المحيط بهم، فالتصميم النشط يسعى إلى ترك أثر لدى الصحة العامة ليس فقط الصحة البدنية بل العقلية والاجتماعية. مثال" التصميم النشط عن طريق نقل ودعم بيئة آمنة ونابضة للحياة للمشاة. فالدراجات وراكبي الدراجات التي تقوم على إنشاء مباني التي بدورها تشجع إلى بدنية أفضل عن طريق التحرك داخل مبنى من قٍبل الزوار والمستخدمين. بواسطة التصميم النشط لمواقع العاب وأشكال ومساحات خاصة للانشطة لافراد ذو مراحل عمرية مختلفة. فالاهتمامات والقدرات أيضا تعمل على تحسين معدل وصول الغذاء التي بدورها يمكن أن تُحسن من التغذية لدى المجتمعات التي بحاجه إليه.